# Symphitoneuria exigua
Symphitoneuria exigua är en nattsländeart som först beskrevs av Mclachlan 1862.  Symphitoneuria exigua ingår i släktet Symphitoneuria och familjen långhornssländor. Inga underarter finns listade i Catalogue of Life.